# LiveLeak
LiveLeak був британським сайтом для обміну відео зі штаб-квартирою в Лондоні. Сайт був заснований 31 жовтня 2006 року, частково командою, що стояла за епатажним сайтом Ogrish.com, який закрився того ж дня. LiveLeak мав на меті вільно розміщувати реальні відеоматеріали про політику, війну та багато інших світових подій, а також заохочувати і розвивати культуру громадянської журналістики.
Він був закритий 5 травня 2021 року. URL-адресу було змінено на перенаправлення на ItemFix, інший сайт для обміну відео.

## Історія
LiveLeak вперше став відомим у 2007 році після зйомок і витоку інформації про страту Саддама Хусейна. Це, серед іншого, принесло сайту згадку прес-секретаря Білого дому Тоні Сноу про те, що він є найімовірнішим місцем, де можна побачити новини та розповіді американських солдатів, які перебувають на службі.
30 липня 2007 року програма BBC «Панорама» показала сюжет про те, як вуличне насильство між дітьми у віці від 11 років розміщувалося на веб-сайтах, включаючи LiveLeak. Коли «Панорама» запитала про «надзвичайно жорстокі відео», які були розміщені на сайті LiveLeak, співзасновник Хейден Г'юїт відмовився видалити їх усі, заявивши: "Послухайте, все це відбувається в реальному житті: «Це реальне життя, і це відбувається, і ми повинні це показувати».
LiveLeak знову опинився в центрі уваги в березні 2008 року, коли на ньому був розміщений антикоранівський фільм «Фітна», знятий голландським політиком Гертом Вілдерсом. Фільм «Фітна» був видалений на 48 годин, коли кількість особистих погроз на адресу Х'юїтта, єдиного публічного представника сайту, досягла піку. Дата повторного розміщення — 30 березня 2008 року, після того, як було вжито заходів для забезпечення безпеки сім'ї Х'юїтта та його безпеки. Однак незабаром відео було знову видалено через позов про порушення авторських прав.
24 березня 2014 року LiveLeak та Ruptly оголосили про партнерство у сфері контенту.
19 серпня 2014 року терористи «Ісламської держави» розмістили на YouTube та інших сайтах відео, на якому зображено обезголовлення американського журналіста Джеймса Фолі. Після того, як про це повідомило видання U.S. News & World Report, YouTube і Facebook видалили всі пов'язані з цим відеоматеріали і ввели відповідні заборони, попит на матеріали LiveLeak зріс, оскільки вони наразі дозволяли це робити. У відповідь на відео Джеймса Фоулі Хьюітт повідомив, що політика LiveLeak щодо контенту була оновлена, щоб заборонити всі кадри відсікання голів, зняті «Ісламською державою». Веб-сайт продовжував розміщувати оригінальне відео, яке показувало наслідки страти Фолі, через його історичну актуальність, оскільки на ньому не було зображено самого відсікання голови.
30 березня 2019 року австралійська телекомунікаційна компанія Telstra відмовила мільйонам австралійців у доступі до веб-сайтів 4chan, 8chan, Voat, Zero Hedge і LiveLeak у відповідь на поширення відео стрілянини у мечетях Крайстчерча в Новій Зеландії. LiveLeak відповів, що у них немає цього відео і вони видаляють його завантаження. Інтернет-провайдери, про яких йде мова, не відповіли.
На початку червня 2020 року LiveLeak тимчасово відключив користувачам можливість входу на сайт, а також пропонував відео лише з інших джерел, таких як YouTube або Dailymotion. Після 14 червня 2020 року стало можливим знову увійти на сайт і переглядати відео, розміщені на LiveLeak. Ті, хто не хотів входити на LiveLeak, бачили лише запропоновані відео, розміщені на YouTube, Dailymotion та VK.